# Cramer Systems
Cramer Systems werd in 1996 opgericht door Jon Craton en Don Gibson. Ze hebben een Operations Support System of OSS systeem ontwikkeld, Cramer Suite genaamd, waarmee je op een logische en fysieke manier exact je gehele netwerk kan beschrijven. Het beschrijft de componenten waaruit een netwerk bestaat, de capaciteit van de componenten en alle diensten en/of verbindingen die in dat netwerk geconfigureerd zijn of kunnen worden. Het is dus geen netwerk (element) managementsysteem met een directe interface die de configuratie van het netwerk wijzigt vanuit dit pakket, wel zijn er interfaces ontwikkeld die communiceren met dergelijke managementsystemen.

## Geschiedenis
In de beginjaren was de Cramer Suite een pakket waarmee telecom-operators hun SDH- en PDH-netwerken logisch en fysiek konden beschrijven. Hiervoor werden alle onderdelen van het netwerk abstract gemaakt en exact beschreven. De capaciteit van elke node, module, kaart, kabel etc. werd vastgelegd en door vervolgens ook alle daadwerkelijke verbindingen erin te beschrijven ontstond er een prima overzicht van het netwerk, de plaatsen waar nog capaciteit in het netwerk bestond en waar de knelpunten waren.

### Connection oriented
Vanaf het begin kon je in het pakket connection-oriented verbindingen vastleggen: dat liep van de (lege of volle) kabelgoten, via de kabels (koper en glasvezel) en hogere orde verbindingen tussen de nodes van het netwerk tot aan de geconfigureerde vaste verbindingen die aan klanten waren geleverd. Door zowel alle onderdelen van het fysieke netwerk vast te leggen als de capaciteit en mogelijkheden op een abstracte manier te beschrijven, om vervolgens alle gerealiseerde verbindingen ook vast te leggen kon een telecom-operator de capaciteit optimaal benutten. 
Voor een nieuw te realiseren verbinding kon het pakket uitrekenen wat de beste manier was om die verbinding te realiseren, afhankelijk van de wensen op dat moment. Bij een spoedklus, waarbij er geen tijd is om nodes uit te breiden met extra lijnkaarten, moet er een verbinding gerealiseerd worden die gebruikmaakt van bestaande capaciteit. Als er wel tijd is kan het wellicht verstandiger zijn om een node op de route te voorzien van een extra lijnkaart om op die manier de meest efficiënte verbinding te realiseren.
Zowel PDH als SDH en in nog sterkere mate de fysieke glasvezel en koper-kabels gebruiken echt fysieke paden en vaste capaciteiten: als je tussen twee nodes een 34Mbit verbinding realiseert is die capaciteit exclusief in gebruik voor die verbinding, of er nu data overheen gaat of niet, je kan het niet overboeken. Hetzelfde geldt voor kabels, als een koperpaar in gebruik is voor een klant is het niet mogelijk deze fysieke verbinding te delen met een andere klant.
Het hele model van Cramer Suite was hierop gebaseerd: een sterke abstractie in de vorm van exclusieve paden en vaste routes om verbindingen over te realiseren; een beschrijving die nauw overeenkwam met de manier waarop dit type netwerken ook fysiek werkten.

### Connection-less netwerken
Nadat het OSS pakket bij veel telecomproviders in gebruik was genomen stapte de industrie steeds meer over op verbindings-loze datadiensten, en dan met name internet-verkeer: niet alleen internetaansluitingen voor eindgebruikers, maar ook als drager voor andere diensten. De mogelijkheden van het Cramer Netwerk Inventaris systeem werden uitgebreid om ook IP verbindingen en mobiele diensten te kunnen beschrijven in het pakket. Daarbij werd slechts gedeeltelijk afgestapt van het 'vaste verbindings-model':in plaats van keiharde punt-punt verbindingen beschreef men gereserveerde capaciteit tussen bepaalde nodes en dan ook geconfigureerde en gegarandeerde capaciteiten op bepaalde paden.
De connectie-loze opbouw van IP is echter fundamenteel anders dan het eerdere SDH en PDH model, maar Cramer koos ervoor om toch zo veel mogelijk vast te houden aan het idee van verbindingen. Er werden modellen bedacht om IP verbindingen maar vooral ook IP verwerkings-nodes (routers, switches etc.) zodanig op een abstracte manier te beschrijven dat deze nieuwe technologieën toch in het Cramer platform konden worden vastgelegd.

## Next Generation Networks
De latere versies van Cramer OSS zijn volledig geschikt om 'Next Generation' of IP (backbone) netwerken in vast te leggen. Hierbij worden NIET de TCP end-to-end verbindingen vastgelegd, maar wel de gebruikte apparatuur en capaciteiten tussen het aansluitpunt (de eindgebruiker of klant) en de node, en vervolgens ook de gereserveerde capaciteit vanaf die node naar de eigen IP backbone. Daarnaast worden in het nieuwe systeem geen verbindingen meer vastgelegd maar wel diensten, bijvoorbeeld een 100Mbit internet-aansluiting met een 1:10 overboeking en daarnaast via dezelfde kabels en nodes ook een digitale TV dienst met een gegarandeerde bandbreedte tussen een video-processor en de eindklant etc. etc.

### Beschrijven van de nodes, modules
Ook de fysieke kabels worden nog steeds beschreven in de nieuwste versies van Cramer, en dat is eenvoudig te beschrijven, maar om ook de netwerk-apparatuur op een abstracte manier te beschrijven is extreem ingewikkeld. In de meeste gevallen worden daarom de actieve netwerkcomponenten vereenvoudigd beschreven: alleen de mogelijkheden van die componenten zoals ze specifiek gebruikt worden in dit netwerk wordt beschreven, alle overige (niet actief gebruikte) mogelijkheden worden genegeerd. Dit biedt weliswaar grote tijdwinst in de ontwikkelfase, maar als op een later tijdstip bedacht wordt dat ze over dit bestaande netwerk een nieuwe dienst willen introduceren dan is de kans reëel dat dat (voorlopig) niet kan omdat het Netwerk Inventory Systeem die nieuwe dienst en bijbehorende vereisten van de equipment niet kan vastleggen.
Dus het fysieke netwerk heeft zonder meer de mogelijkheid om de dienst technisch te leveren en ook de capaciteit is aanwezig, maar omdat de Cramer applicatie een vereenvoudigd model gebruikt van de netwerk-apparatuur kan die nieuwe dienst niet worden beschreven in het systeem en kan de nieuwe dienst niet geleverd worden.

## Acties netwerk-vendors
Elke telecom-operator die een pakket als Cramer aanschaft moet zelf aan de slag om zijn actieve netwerk-componenten op een abstracte manier te beschrijven voor toepassing in het systeem. Dit is een erg arbeidsintensief en daarom duur proces. De gebruikers betalen veel ontwikkelkosten aan de systems integrators om die vertaalslag te laten maken en zijn vervolgens niet snel bereid om die investering weg te geven aan andere telecomproviders. Hierdoor moet het wiel vaak diverse malen opnieuw worden uitgevonden. Mede vanwege de hoge kosten die gemoeid zijn met het introduceren van nieuwe actieve componenten zijn telco's ook niet erg snel bereid om nieuwe actieve componenten in hun netwerk op te nemen omdat dat weer dezelfde hoge ontwikkelkosten met zich meebrengt. Mede daardoor is het voor netwerk-vendors soms lastig om nieuwe technieken geïntroduceerd te krijgen bij een klant.
Grote vendors hebben daarom besloten om een deel van die vertaalslag van een fysiek apparaat met al zijn mogelijkheden naar een abstract model in het OSS systeem zelf te dragen, en de abstracte beschrijving voor gebruik in -bijvoorbeeld- Cramer op zich te nemen en/of ze ontwikkelen een toolset waarmee die vertaalslag vereenvoudigd kan worden. Cisco heeft hiervoor een software-library samengesteld, de Cisco Active Network Abstraction, waarbij een groot aantal Cisco systemen compleet 'abstract' beschreven zijn, en de klant op een vrij eenvoudige manier zijn gewenste toepassingen en diensten kan toevoegen zodat dat relatief snel ingevoerd kan worden in een pakket als Cramer te gaan gebruiken. De time to market wordt zo verkort en goedkoper om te realiseren, waardoor een vendor als Cisco een sterk selling-point heeft waarom de telecomprovider juist voor haar netwerkcomponenten moet kiezen: omdat het veel eenvoudiger is te integreren in de bestaande OSS oplossing van de klant en de kosten om de nieuwe systemen en de daarmee mogelijke nieuwe diensten betrekkelijk goedkoop in de backoffice systemen van de klant kunnen worden gebruikt.